# Dig It
Dig It (englisch für: „Kapiere es“) ist ein Lied der britischen Band The Beatles, das 1970 auf ihrem letzten Album Let It Be veröffentlicht wurde. Das Lied entstammt einer Improvisation, die die Band Ende Januar 1969 aufnahm.

## Hintergrund
Dig It ist eines von zwei Liedern, bei denen alle vier Beatles gemeinsam als Autoren genannt sind (Lennon/McCartney/Harrison/Starkey), das andere ist Flying aus dem Jahr 1967. Dig It entstand während der Aufnahmen für das Album Let It Be, das zum Zeitpunkt der Aufnahme noch Get Back heißen sollte. Zu einer ad infinitum wiederholten einfachen Akkordfolge improvisierte John Lennon einen Text. In der veröffentlichten Fassung des Liedes reiht er die Begriffe “(like a) Rollin’ Stone”, “(like the) FBI”, “(and the) CIA”, “(and the) BBC”, “B. B. King”, “(and) Doris Day” und “Matt Busby” aneinander, gefolgt von „Dig it!“.

## Aufnahme
Das nur 49 Sekunden lange Lied ist lediglich ein Ausschnitt aus einer extensiven Jamsession. Eine erste knapp siebenminütige Fassung nahmen die Beatles am 24. Januar 1969 in ihrem eigenen Studio im Keller des Apple-Büros in der Londoner Savile Row auf. Eine weitere, 12:25 min lange Fassung entstand am 26. Januar 1969. Ein kurzer Ausschnitt aus dieser Fassung (von 8:52 min bis 9:41 min) wurde veröffentlicht. Am 28. und 29. Januar 1969 entstanden weitere Versionen, die nicht mehr Berücksichtigung fanden.
Im März 1969 wurde der Musikproduzent Glyn Johns beauftragt, aus den Aufnahmen vom Januar 1969 ein Album zusammenzustellen. Er fertigte hierzu ein fünfminütige Fassung von Dig It, die unveröffentlicht blieb. Im Januar 1970 wurde Johns mit der Produktion erneut beauftragt; hierbei entstand eine Version mit einer Länge von 4:24 min. Auch diese blieb unveröffentlicht.
Letztlich erhielt Phil Spector den Auftrag, das Album zusammenzustellen. Am 27. März 1970 stellte dieser Dialogausschnitte der Aufnahmesessions zusammen und fertigte eine nur 49 Sekunden lange Version von Dig It, indem er das Lied einfach ein- und wieder ausblendete. An das Ende schnitt er einen von Lennon gesprochenen Satz (“That was ‘Can You Dig It’ by Georgie Wood, and now we’d like to do 'Hark The Angels Come'”), der der ersten Aufnahme von Dig It vom 24. Januar 1969 entstammt.

## Veröffentlichungen
- Am 8. Mai 1970 wurde Dig It auf dem Album Let It Be veröffentlicht. Eine unwesentlich längere Fassung des Liedes ist in dem gleichnamigen Spielfilm zu sehen, der fünf Tage später Premiere feierte.
- Auf dem Album Let It Be… Naked, das am 17. November 2003 veröffentlicht wurde, war Dig It nicht mehr enthalten. Stattdessen war ein 30 Sekunden langer Ausschnitt der ersten Aufnahme vom 24. Januar 1969 auf der Bonus-CD Fly on the Wall zu Album zu hören.
- Am 15. Oktober 2021 erschien die Jubiläumsausgabe des Albums. Auf den Deluxe-Editionen wurde ein Teil der Aufnahmen von Dig It vom 24. Januar 1969 unter dem Titel Can You Dig It veröffentlicht. Die von Glyn Johns erstellte Fassung befindet sich auf der vierten LP/CD.